# Henry-Laverne
Pour les articles homonymes, voir Laverne.
Henry-Laverne (de son vrai nom Henri Auguste Allum) est un acteur comique français né le 29 septembre 1888 à Boulogne-sur-Mer et mort le 4 septembre 1953 dans le 18e arrondissement de Paris. Il connaît la gloire en formant le duo Bach et Laverne avec le comique troupier Bach.

## Biographie
Henry-Laverne est attiré par le théâtre dès son plus jeune âge. Il tente le concours du Conservatoire où il est refusé. Le comédien Huguenet l'emmène en tournée en Amérique-du-Sud. Repéré par Gémier, ce dernier l'engage au théâtre Antoine en 1917. Il chante aussi à la Gaîté-Lyrique dans Les Saltimbanques de Louis Ganne en 1920.
Il rencontre Bach vers 1926. Ensemble, ils forment le duo Bach et Laverne. Ils enregistrent 157 titres sur des disques 78 tours dont la plupart sont des sketches sous l'intitulé générique Le Petit théâtre phonographique, entre 1928 et 1938. 
En 1931, leur sketch Tout va bien inspire Paul Misraki qui en fait une chanson pour l'orchestre de Ray Ventura, le standard Tout va très bien, Madame la Marquise.
Au cinéma, il devient, à partir de 1948, l'un des acteurs fétiches de Sacha Guitry qui le pousse à rédiger ses souvenirs, ce qu'Henry-Laverne fera en 1949.
Il meurt le 4 septembre 1953 à Paris.

## Filmographie
Filmographie complète :
- 1917 : Crésus de Adolphe Candé
- 1918 : Les Bleus de l'amour de Henri Desfontaines
- 1930 : Le Tampon du capiston de Joe Francis et Jean Toulout - Le capitaine Reverchon
- 1931 : Les Galeries Lévy et Cie de André Hugon
- 1931 : Y'en a pas deux comme Angélique de Roger Lion - Socrate
- 1931 : Le Lit conjugal de Roger Lion - court métrage - Laroze
- 1932 : Bariole de Benno Vigny
- 1932 : La Montre de Christian-Jaque - court métrage -
- 1932 : Adhémar Lampiot de Christian-Jaque
- 1934 : Cananova de René Barberis - Leduc
- 1945 : Adhémar de Christian Chamborant - court métrage -
- 1948 : Le Diable boiteux de Sacha Guitry - Louis XVIII et un laquais
- 1949 : Mademoiselle de La Ferté de Roger Dallier - Le professeur
- 1949 : Occupe-toi d'Amélie de Claude Autant-Lara - Le cocher
- 1950 : Le Trésor de Cantenac de Sacha Guitry
- 1951 : Deburau de Sacha Guitry - L'aboyeur
- 1951 : La Poison de Sacha Guitry - Le président
- 1951 : Massacre en dentelles de André Hunebelle
- 1951 : Monsieur Fabre de Henri Diamant-Berger

## Théâtre
- 1942 : Occupe-toi d'Amélie de Georges Feydeau, mise en scène Robert Ancelin, théâtre de la Porte-Saint-Martin
- 1948 : Le Diable boiteux de et mise en scène Sacha Guitry, théâtre Édouard VII
- 1950 : Deburau de et mise en scène Sacha Guitry, théâtre du Gymnase

## Sources
1. ↑  Notice d'autorité d'Henry Laverne à la BnF
2. ↑  « On peut s'tromper Bach et Laverne », sur Bibliothèques spécialisées de la Ville de Paris (consulté le 24 janvier 2018)
3. ↑  Biographie de Jules Delini parue dans Nos Vedettes (préface de Joë Bridge, Paris, 1922)
4. ↑  Revue Phonoscopies [réf. souhaitée]
5. ↑  « Henry-Laverne » (présentation), sur l'Internet Movie Database